# Untersiemau
Untersiemau este o comună aflată în districtul Coburg, landul Bavaria, Germania.